# Myslovitz
I Myslovitz sono un gruppo musicale rock polacco.
La loro musica incorpora elementi di college rock, shoegaze e, a volte, di britpop, sempre accompagnata da una buona dose di malinconia.
A partire dal 2003, la casa discografica EMI tenta di lanciarli al di fuori dei confini polacchi, grazie anche al considerevole supporto di MTV. Il gruppo prende il nome da Mysłowice, cittadina industriale in Alta Slesia, nella parte più meridionale della Polonia, che ha dato i natali ai componenti.

## Formazione
- Michał Kowalonek - voce e chitarra
- Wojciech Powaga - chitarra
- Przemysław Myszor - chitarra e tastiere
- Jacek Kuderski - basso
- Wojciech Kuderski - batteria e percussioni

## Discografia

### Album studio
- 1995 – Myslovitz
- 1996 – Sun Machine
- 1997 – Z rozmyślań przy śniadaniu
- 1999 – Miłość w czasach popkultury
- 2002 – Korova Milky Bar
- 2004 – Skalary, mieczyki, neonki
- 2006 – Happiness Is Easy
- 2011 – Nieważne jak wysoko jesteśmy…
- 2013 – 1.577
- 2023 – Wszystkie narkotyki świata

### Raccolte
- 2003 – The Best Of

### Singoli
- 1995 – Myslovitz
- 1995 – Zgon
- 1995 – Krótka piosenka o miłości
- 1996 – Maj
- 1996 – Z twarzą Marilyn Monroe
- 1996 – Historia jednej znajomości
- 1996 – Peggy Brown
- 1997 – Blue Velvet
- 1997 – Scenariusz dla moich sąsiadów
- 1997 – Margaret
- 1998 – To nie był film
- 1998 – Zwykły dzień
- 1999 – Długość dźwięku samotności
- 2000 – My
- 2000 – Chłopcy
- 2000 – Polowanie na wielbłąda
- 2000 – Dla Ciebie
- 2002 – Acidland
- 2002 – Sprzedawcy marzeń
- 2003 – Chciałbym umrzeć z miłości
- 2003 – Kraków
- 2003 – Behind Closed Eyes
- 2003 – Sound of Solitude
- 2004 – Życie to surfing
- 2006 – Mieć czy być
- 2006 – Nocnym pociągiem aż do końca świata
- 2007 – W deszczu maleńkich żółtych kwiatów (con Maria Peszek)